# Вајоминг (Њујорк)
Вајоминг (енгл. Wyoming) град је у америчкој савезној држави Њујорк.

## Демографија
По попису из 2010. године број становника је 434, што је 79 (-15,4%) становника мање него 2000. године.
| Група             | 2000.       | 2010.       |
| Белци             | 495 (96,5%) | 421 (97,0%) |
| Афроамериканци    | 2 (0,4%)    | 2 (0,5%)    |
| Азијати           | 0 (0,0%)    | 0 (0,0%)    |
| Хиспаноамериканци | 2 (0,4%)    | 4 (0,9%)    |
| Укупно            | 513         | 434         |